# Рютинг
Рютинг (нем. Rüting) — община в Германии, районный центр, расположен в земле Мекленбург-Передняя Померания.
Входит в состав района Северо-Западный Мекленбург. Подчиняется управлению Грефесмюлен-Ланд. Население составляет 561 человек (на 31 декабря 2010 года). Занимает площадь 15,15 км².